# Riacho dos Mares
O Riacho dos Mares é um riacho (um pequeno rio) brasileiro que banha a cidade de Patos, estado da Paraíba. É responsável por levar água até o Açude do Jatobá.